# Gula febern
Gula febern är en akut virussjukdom. I de flesta fall innefattar symptombilden feber, frossa, aptitförlust, illamående, muskelsmärta med betoning på ryggen, och huvudvärk. Symptomen avtar vanligen inom fem dagar. Hos vissa kommer febern tillbaka inom en dag efter att de upplevt förbättring, och de upplever buksmärta, och leverskada som börjar orsaka gulsot. Om detta sker finns det även en förhöjd risk för blödning och njursvikt.
Sjukdomen orsakas av gula febern-virus och sprids genom bett från vissa arter av stickmyggor. Sjukdomen smittar människor och andra primater . I städer sprids sjukdomen framförallt via myggor av arten Aedes aegypti. Viruset är ett RNA-virus ur gruppen Flavivirus. Sjukdomen kan vara svår att skilja från andra sjukdomar, framförallt i tidiga stadium. För att bekräfta sjukdom används PCR på blodprov från den smittade.
Ett säkert och effektivt vaccin mot gula febern finns och vissa länder kräver vaccination för inresa. Andra preventiva åtgärder är bland annat att minska populationen av myggor som kan sprida sjukdomen. I områden där gula febern är vanlig och vaccination ovanlig är tidig diagnos och immunisering av stora delar av befolkningen viktiga för att förhindra utbrott. När symptom uppträtt hos den drabbade finns ingen specifik behandling mot viruset. Vid svårartade fall som inte behandlas leder sjukdomen till döden i ungefär hälften av fallen.
Gula febern orsakar 200 000 sjukdomsfall och 30 000 dödsfall årligen, med nära nog 90 % av fallen i Afrika. Nästan en miljard människor lever i områden i världen där sjukdomen är vanligt förekommande. Sjukdomen är vanlig i tropiska delar av Sydamerika och Afrika, men inte i Asien. Sedan 1980-talet har antalet fall av gula febern ökat. Detta tros bero på att färre människor är immuna mot sjukdomen, att fler lever i städer, att människor rör på sig i stor utsträckning, och klimatpåverkan. Sjukdomen kommer ursprungligen från Afrika, varifrån den spred sig till Sydamerika genom slavhandeln på 1600-talet. Sedan 1600-talet har flera större utbrott av sjukdomen skett i Nord- och Sydamerika, Afrika och i Europa. Under 1700- och 1800-talet ansågs gula febern vara en av de allra farligaste infektionssjukdomarna. Gula febern var den första mänskliga virussjukdomen där viruset isolerades.

## Epidemiologi
Trots att effektiva vaccin existerar så drabbas fortfarande många i Afrika. Den förekom tidigare även i Syd- och Centralamerika men är numera sällsynt. Tidigare har den även funnits i Nordamerika. Världshälsoorganisationen uppskattar att sjukdomen orsakar 200 000 sjukdomsfall och 30 000 dödsfall per år i ovaccinerade populationer.
De äldsta säkra upplysningarna om gula febern stammar från 1600-talet, då den härjade på Antillerna. Till Europa kom den första gången på 1700-talet från Amerika, där den förorsakade epidemier i Spanien, Portugal och Italiens hamnstäder. Med smittade personer har sjukdomen flera gånger införts till Tyskland, Storbritannien och Frankrike men där aldrig skapat några epidemier.
Orsaken till sjukdomen var länge okänd. Carlos Juan Finlay kunde 1881 visa att sjukdomen spreds med myggor, men hans resultat vann inte någon större tilltro och föll snart i glömska. Först 1901 kunde en amerikansk kommission som studerat sjukdomen bekräfta att hans antagande var riktigt. År 1918 uppgav Hideyo Noguchi att han genom experiment hade visat att en Spirochaete skulle orsaka sjukdomen, men hans experiment kunde inte upprepas. Först 1937 kunde man fastslå att sjukdomen orsakas av ett virus.

## Spridningsvägar
Gula febern sprids via myggor; Aedes-arter i Afrika (speciellt Aedes aegypti) och Haemagogus-arter i Amerika. 

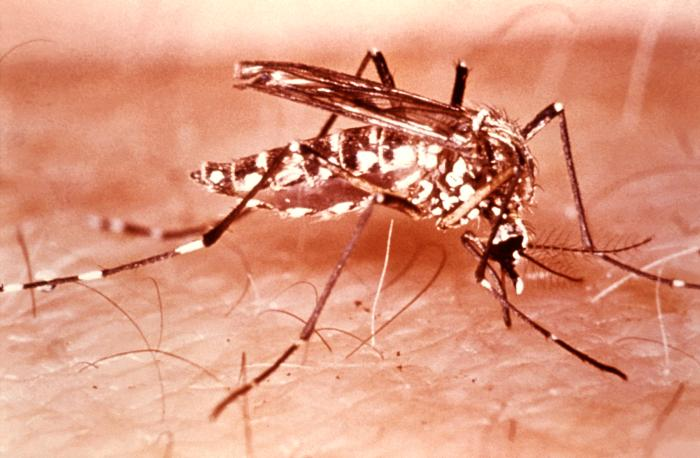
Aedes aegypti, en av gula feberns vektorer, på en mänsklig värd

Med avseende på spridningsvägarna kan man urskilja två former: Den urbana, som uppträder i mera tätbefolkade områden, och en skogsform. Vid den urbana formen överför myggorna smittan från människa till människa; vid skogsformen är olika apor den stora reservoaren, varifrån myggorna överför smittan till människor. 
På Afrikas savanner kan också en blandform urskiljas, där både apor och människor infekteras mer eller mindre samtidigt. 
I Afrika utvecklar de smittade aporna vanligtvis endast lätta symptom, medan sjukdomen hos amerikanska apor har mycket hög dödlighet.

## Symptom
Efter en tre till sex dagar lång inkubationstid uppstår de typiska symtomen, som är feber (ofta med svag puls), muskelsmärtor, huvudvärk och ryggvärk. Vid milda fall av sjukdomen tillfrisknar patienten efter 2-4 dagar. I svårare fall, omkring 15 procent, sker först en tillfällig förbättring, följd av återigen stigande feber, leverpåverkan med nekros (vävnadsdöd) och gulsot, magsmärtor, kräkningar, diarréer, ofta blodblandade, samt blödningar (ofta från mag- och tarmregionen). Även en njurpåverkan kan utvecklas, med proteinutfällning i urinen och minskad eller helt upphörd urinproduktion. För patienter som utvecklat den svårare formen av sjukdomen ligger dödligheten på 20-50 procent.

## Behandling
Det finns inget botemedel för utbruten sjukdom utan behandlingen utgörs av allmänt stödjande insatser för att minska sjukdomssymtom och ge tillförsel av vätska och näringsämnen men även blodtransfusion och dialys. Därför är förebyggande  vaccination viktig.

## Gulafebervaccin
Vaccinet mot gula febern framställdes på 1930-talet och är ett av de mest effektiva vaccinen som finns med en skyddseffekt på minst 95% och en varaktighet på mer än tio år, sannolikt livslång så att WHO antog 2016 en för samtliga medlemsstater bindande resolution med innebörden att revaccination ej längre rekommenderas.
Vaccinet utgörs av en levande försvagad virusstam benämnd Gula febern virus 17D 204-stam och framställs av specificerade patogenfria kycklingembryon med mycket låg biverkningsfrekvens hos i övrigt friska personer. Trots vaccinets egen frihet från biverkningar drabbades 50 000 amerikanska soldater 1942 av hepatit B då 300 000 fick vaccin som tillverkats på serum från personer som var sjuka i hepatit B, vilket är världens största kända akuta utbrott av läkemedelsbiverkan.

## Bekämpning
Förutom genom vaccinationskampanjer försöker man kontrollera sjukdomen genom myggbekämpning.
Gula febern är klassad som en samhällsfarlig sjukdom med anmälningsplikt enligt smittskyddslagen. Många drabbade länder tillåter inte inresa utan vaccinationsintyg.